# Ernesto Perusquía
José Ernesto Ezequiel Perusquía Layseca (San Juan del Río, Querétaro, 10 de marzo de 1877 - Tequisquiapan, Querétaro, 15 de junio de 1946) fue un político mexicano. Es conocido por liderar, dirigir y asumir el cargo de Gobernador de Querétaro entre el 30 de junio de 1917 al 1 de octubre de 1919 y ser diputado constituyente de 1916 - 1917.

## Reseña biográfica

### Primeros años y estudios
Nació el 10 de marzo de 1877, en San Juan del Río, Querétaro y fueron sus padres Manuel Perusquía Gutiérrez y Ramona Layseca Torres una familia muy rica y distinguida.

### Contacto con la política
Desde joven radicó en Ciudad de México al ser Administrador del Timbre de la República. En febrero de 1913 estando en Saltillo, Coahuila, encargado de la Oficina Federal del Timbre, conmovió al país la noticia del asesinato del Presidente de la República Francisco I. Madero, como mantenía estrechas relaciones con el Gobernador del Estado de Coahuila, don Venustiano Carranza, apoyó con la protesta por el magnicidio del Presidente Madero y aprobó el desconocimiento del gobierno de Huerta, que hizo Carranza.

### Constituyente por Querétaro en 1917
En 1916, en el Congreso Constituyente como diputado por su Estado natal, Querétaro, firmó la actual Constitución.

### Gobernador
Cuando fue gobernador inició el reparto agrario y se desazolvó el acueducto que conducía el agua potable e indultó a presos de buena conducta.

### Retiro de la política
Al terminar su periodo gubernamental, Perusquía regresó a la CDMX, a ocupar el cargo de director general del Timbre y en el que permaneció hasta que el presidente Carranza abandonó dicha ciudad, el 6 de mayo de 1920. Ernesto Perusquía se dirigió a Veracruz junto con Venustiano Carranza, pero al acontecer su asesinato en Tlaxcalantongo el 21 de mayo. Haciendo que Perusquía llegará finalmente a Veracruz, ocultándose, se exilió a Estados Unidos, donde permaneció desterrado hasta 1923 en que regresó al país y en que se retiró de la política.

### Últimos años y muerte
Don Ernesto Perrusquía Layseca, fue considerado como un hombre 

"pundoroso y leal con sus ideas, por lo que pasó a ser un ilustre sanjuanense"
Frase citada por J. R. Fortson en "Gobernantes de Querétaro Historia:(1823-1987)"

Falleció el 15 de junio de 1946 en Tequisquiapan, Querétaro, para después ser sepultado en el lote de Los Constituyentes en el Panteón Civil de Dolores de la Ciudad de México.

## Vida personal
Estuvo casado con Rafaela Villarreal Madero y en segundas nupcias con Dolores Alcocer Mendoza
Se casó con Rafaela Villarreal Madero (1875-1912) el 22 de febrero de 1906, en Monterrey, Nuevo León y tuvieron 4 hijos.
En segundas nupcias con Dolores Alcocer Mendoza y tuvieron a:
- Susana Perrusquía Alcocer 29 de julio de 1929 en Querétaro, Querétaro
- Jorge Israel Perrusquía Alcocer
- José Luis Perrusquía Alcocer[1]